# Nord Stream 2
O Nord Stream 2 é um gasoduto de gás natural de 1.234 km que vai da Rússia até a Alemanha, atravessando o Mar Báltico. É financiado pela Gazprom e várias empresas europeias de energia. Foi iniciado em 2011 para expandir a linha Nord Stream 1 e dobrar a capacidade anual para 110 bilhões de m3. Foi concluído em setembro de 2021, mas não entrou em serviço. O planejamento e a construção do gasoduto se cercaram em controvérsias políticas.
Em 22 de fevereiro, um dia depois de Putin ter anunciado que reconhecia a independência das cidades separatistas Donetsk e Luhansk e de permitir que tropas russas invadissem a região, o chanceler alemão Olaf Scholz cancelou provisoriamente a certificação e inauguração do gasoduto. A empresa enfrentou graves problemas de fluxo de caixa devido às sanções impostas após a invasão e demitiu a maioria dos funcionários.

## Rota
O Nord Stream 2 começa na estação compressora Slavyanskaya perto do porto de Ust-Luga, localizado a 2,8 km a sudeste da vila de Bolshoye Kuzyomkino (Narvusi) no distrito de Kingiseppsky do Oblast de Leningrado, na histórica Ingria, perto da fronteira com a Estônia. O gasoduto, do mar, chega na Península Kurgalsky, na costa da Baía de Narva. Com exceção da seção russa e dinamarquesa, a rota do Nord Stream 2 segue roda semelhante à do Nord Stream.
| País            | Comprimento | Observações                                                              | Autorização | Construção                      |
| --------------- | ----------- | ------------------------------------------------------------------------ | --- | ------------------------------- |
| Federação Russa | 118 km      | terra firme, Mar Báltico (águas territoriais)                            | |                                 |
| Finlândia       | 374 km      | Mar Báltico (Zona Económica Exclusiva)                                   | 2018-04-05 Consentimento do Governo para o uso da ZEE finlandesa concedida, 2018-04-12 licença para construção e operação de oleodutos de acordo com a Lei da Água | 2019-08-21 instalação concluída |
| Suécia          | 510 km      | Mar Báltico (Zona Económica Exclusiva)                                   | 2018-06-07 licença de construção e operação para a seção sueca da rota                                                                                             |                                 |
| Dinamarca       | 147 km      | Mar Báltico (Zona Económica Exclusiva)                                   | 2019-10-30 Agência de Energia Dinamarquesa concedeu uma licença de construção para a Rota Sudeste                                                                  |                                 |
| Alemanha        | 85 km       | Mar Báltico (Zona Económica Exclusiva e águas territoriais), terra firme | 31-01-2018 |                                 |

## História

### De artigoNord Stream
Conectando Ust-Luga, Rússia, a Greifswald, Alemanha, o segundo ramal estava projetado para começar a ser construído em maio de 2011, com o funcionamento previsto para finais de 2012, no entanto, só saiu do papel 10 anos depois, devido à controvérsia sobre a dependência da Europa do gás da Rússia. Assim, a construção só foi iniciada em maio de 2018 e concluída em setembro de 2021 e o funcionamento está previsto para iniciar em meados de 2022.
A obra, que custou 9,5 bilhões de euros, pertence à estatal russa Gazprom e foi construída com o apoio de cinco empresas europeias de energia: OMV da Áustria, a anglo-holandesa Shell, Engie, da França, e as alemãs Uniper e Winterhall — esta última uma filial da multinacional Basf.
O projeto, desde sempre, está em meio a uma polêmica que envolve as relações de dependência da Europa Centro-Ocidental com a Rússia.

### Desenvolvimento
O Nord Stream 2 está sendo desenvolvido e operado pela Nord Stream 2 AG, uma subsidiária da empresa estatal russa de energia Gazprom com sede em Zug, Suíça.
Em 2011, a Nord Stream AG iniciou a avaliação de um projeto de expansão que consiste em duas linhas adicionais (mais tarde denominadas Nord Stream 2) para aumentar a capacidade anual geral em até 110x10^9 m³. Em agosto de 2012, a Nord Stream AG solicitou aos governos finlandês e estoniano estudos de rotas em suas zonas econômicas exclusivas submarinas para a terceira e quarta linhas. Considerou-se encaminhar os oleodutos adicionais para o Reino Unido, mas esse plano foi abandonado. Em janeiro de 2015, foi anunciado que o projeto de expansão foi suspenso, pois as linhas existentes estavam funcionando com apenas metade da capacidade devido às restrições da UE à Gazprom.
Em junho de 2015, um acordo para construir o Nord Stream 2 foi assinado entre Gazprom, Royal Dutch Shell, E.ON, OMV e Engie. Como a criação de uma joint venture foi bloqueada pela Polônia, em 24 de abril de 2017, Uniper, Wintershall, Engie, OMV e Royal Dutch Shell assinaram um acordo de financiamento com Nord Stream 2 AG,
Em 31 de janeiro de 2018, a Alemanha concedeu ao Nord Stream 2 uma licença para construção e operação em águas alemãs e áreas de terra firme perto de Lubmin. Em maio de 2018, a construção começou no ponto final de Greifswald.

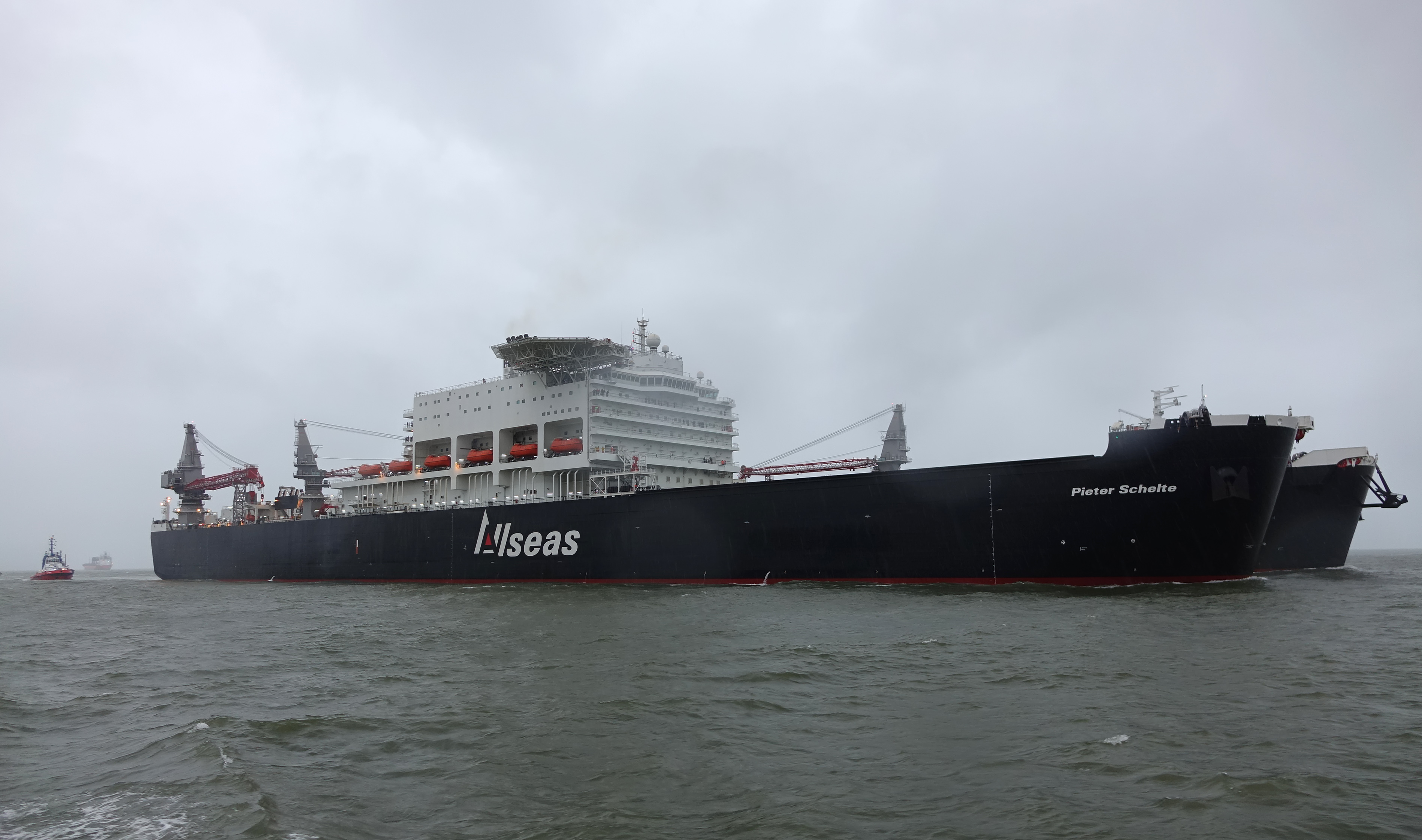
Pioneering Spirit foi um dos navios envolvidos na colocação de tubos

### Oposição
O Nord Stream 2 enfrentou oposição de políticos ocidentais fora da Alemanha, que o viram como um instrumento da influência russa na política alemã e europeia.
O presidente do Conselho Europeu, o polonês Donald Tusk, disse que o Nord Stream 2 não é do interesse da UE. O primeiro-ministro italiano Matteo Renzi e o primeiro-ministro húngaro Viktor Orbán questionaram o tratamento diferente dos projetos Nord Stream 2 e South Stream. Alguns afirmam que o projeto viola a estratégia declarada de longo prazo da UE de diversificar seu suprimento de gás. Uma carta, assinada pelos líderes de nove países da UE, foi enviada à CE em março de 2016, alertando que o projeto Nord Stream 2 contradiz os requisitos da política energética europeia de que os fornecedores da UE não devem controlar os ativos de transmissão de energia e que o acesso à infraestrutura energética deve ser garantido para empresas não consorciadas. Uma carta dos legisladores americanos John McCain e Marco Rubio à UE também criticou o projeto em julho de 2016. Isabelle Kocher, diretora executiva da Engie, criticou as sanções americanas direcionadas aos projetos e disse que eram uma tentativa de promover o gás americano na Europa.
Em junho de 2017, a Alemanha e a Áustria criticaram o Senado dos Estados Unidos por novas sanções contra a Rússia que visam o planejado gasoduto Nord Stream 2 da Rússia para a Alemanha, afirmando que os Estados Unidos estavam ameaçando o fornecimento de energia da Europa. Em uma declaração conjunta, a chanceler da Áustria, Christian Kern, e o ministro das Relações Exteriores da Alemanha, Sigmar Gabriel, disseram que "o fornecimento de energia da Europa é uma questão para a Europa, e não para os Estados Unidos da América". Eles também disseram: "Ameaçar empresas da Alemanha, Áustria e outros estados europeus com penalidades no mercado dos EUA se participarem de projetos de gás natural como Nord Stream 2 com a Rússia ou financiá-los introduz um elemento novo e muito negativo nas relações entre Europa e Estados Unidos."
Em janeiro de 2018, o Secretário de Estado dos Estados Unidos, Rex Tillerson, disse que os EUA e a Polônia se opõem ao gasoduto Nord Stream 2, dizendo que o veem como minando a segurança e a estabilidade energética geral da Europa. O gasoduto Nord Stream 2 também sofreu oposição do presidente ucraniano Petro Poroshenko, do primeiro-ministro polonês Mateusz Morawiecki, do presidente dos EUA, Donald Trump, do presidente do Conselho Europeu, Donald Tusk, e do secretário de Relações Exteriores britânico, Boris Johnson.

### Sanções e negociações dos Estados Unidos
Em janeiro de 2019, o embaixador dos EUA na Alemanha, Richard Grenell, enviou cartas às empresas envolvidas na construção do Nord Stream 2 pedindo que parassem de trabalhar no projeto e ameaçando com a possibilidade de sanções. Em dezembro de 2019, o Congresso dos EUA aprovou sanções contra o projeto. As sanções não impediram a construção do gasoduto.
Em maio de 2021, o novo presidente dos Estados Unidos, Joe Biden, suspendeu unilateralmente as sanções. Este sinal positivo para a Alemanha e a Rússia foi acompanhado por sanções a outras áreas da indústria russa, parte de uma estratégia de mudança para reabrir as negociações sobre a Ucrânia.

### Suspensão
Em 22 de fevereiro, um dia depois de Putin ter anunciado que reconhecia a independência das cidades separatistas Donetsk e Luhansk e de permitir que tropas russas invadissem a região, o chanceler alemão Olaf Scholz cancelou provisoriamente a certificação e inauguração do gasoduto. Em 2 de março, foi relatado que a Nord Stream 2 AG, uma subsidiária da empresa estatal russa de gás Gazprom, encerrou suas operações comerciais e demitiu todos os 106 membros de sua equipe como resultado de sanções impostas à Rússia em função da Guerra Russo-Ucraniana, embora os relatórios anteriores de que havia pedido falência tenham sido oficialmente negados.

## Controvérsia

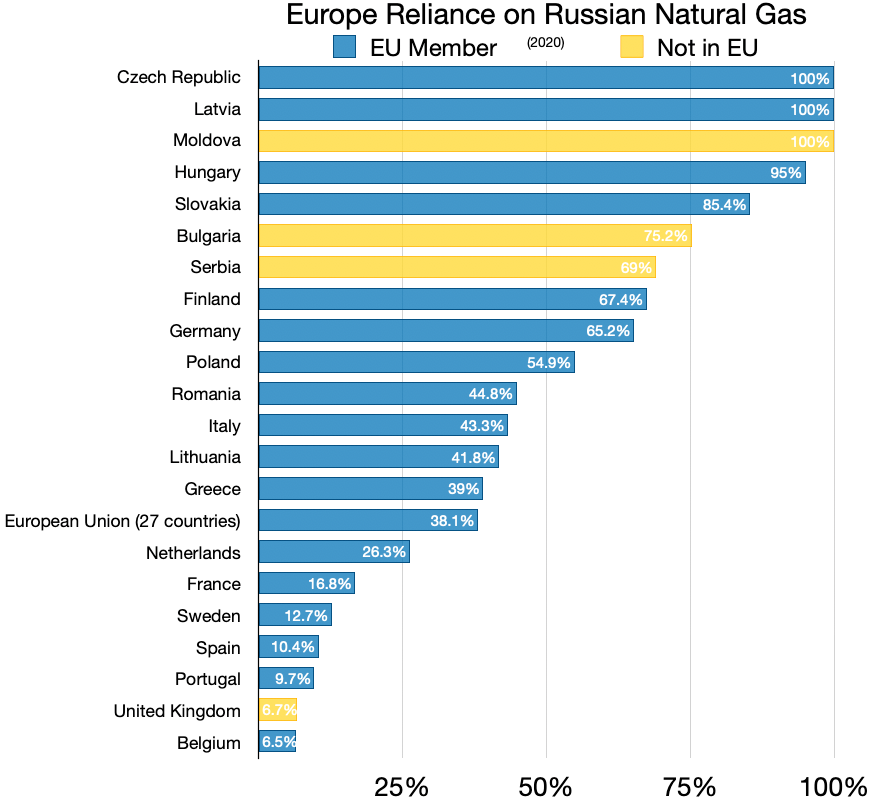
Gráfico mostra dependência dos países europeus do gás russo (em fev 2022)

O Nord Stream 2 é objeto de controvérsia política e ambiental e de problemas de segurança em países como Suécia, Polónia e os Estados do Báltico que oferecem alternativas terrestres. Desde sempre, vários países, incluindo os Estados Unidos, pressionam para que a Alemanha e outros países europeus busquem saídas para não dependerem do Nord Stream. Havia e há o temor de que o governo russo possa usar o fornecimento de gás como "ferramenta de persuasão e pressão em disputas com o Ocidente", reportou a DW em fevereiro de 2022.
As tensões aumentaram com o início da construção do Stream 2 e o presidente Donald Trump chegou, em 2018, a anunciar sanções a todo indivíduo ou entidade envolvida no projeto, o que fez com que cerca de 18 empresas europeias, incluindo a alemã Wintershall, desistissem de patrocinar a construção da nova linha.

### O papel da Alemanha
A Alemanha, a maior economia europeia, tem grande dependência da importações de gás natural e, de acordo com dados recentes (ver gráfico), mais da metade do gás usado no país vem da Rússia. A situação piorou nos anos 2010-2020, quando a Europa Centro-Ocidental começou projetos de transição energética, que exigem a parada do uso do carvão e da energia nuclear. "A necessidade de gás natural se tornou mais aguda com o fechamento de três das últimas seis usinas nucleares na Alemanha, em 31 de dezembro de 2021. As três unidades restantes serão fechadas em dezembro deste ano [2022]", reportou a DW.
Além disto, a distribuição de gás a outros países europeus também tem papel econômico, já que a Alemanha revende parte do gás importando para outros países do Centro-Oeste do continente, como Áustria e Itália.

### O papel da Polônia e da Ucrânia
Nota: leia o artigo Disputa comercial pelo gás natural entre Rússia e Ucrânia
A Polônia e a Ucrânia são dois países que também pretendem usar o produto russo economicamente, já que ambos recebem taxas do governo russo para servirem como países de trânsito do gás do leste para o oeste da Europa. A Ucrânia, inclusive, tem até agora [fevereiro de 2022] papel relevante como passagem de grande parte do gás natural para a Europa Ocidental.
Em fevereiro de 2022, o presidente ucraniano, Volodymyr Zelenskyy, citou o Stream 2 como parte do problema entre as tensões Rússia-Ucrânia que haviam iniciado no final de 2021. Após um encontro com o chanceler alemão Olaf Scholz em 14 de fevereiro, ele disse que "a Ucrânia precisa de garantias de segurança energética devido aos riscos relacionados ao Nord Stream 2".

### Posição da União Europeia
A União Europeia não apoiou a criação do Stream 2, anunciando num comunicado de 2017 que ele não contribuía com os objetivos relacionados à energia do bloco. A Comissão Europeia acrescentou que o gasoduto "não deve ser explorado num vazio legal ou exclusivamente ao abrigo da lei de um país terceiro", demonstrando preocupação com o poder de um único fornecedor, a Rússia, bem com com o poder da Alemanha como único revendedor, criticando o projeto como "exclusivamente nas mãos dos alemães".